# Rummán
Rummán (en árabe: الرمان‎, en francés: Erroummane) es una localidad marroquí perteneciente al municipio de Malusa, la región de Tánger-Tetuán-Alhucemas. Desde 1912 hasta 1956 perteneció a la zona norte del Protectorado español de Marruecos.